# Prudenzio
Aurelio Prudenzio Clemente (in latino Aurelius Prudentius Clemens; 348 – 413 circa) è stato un poeta e politico romano cristiano.

## Biografia

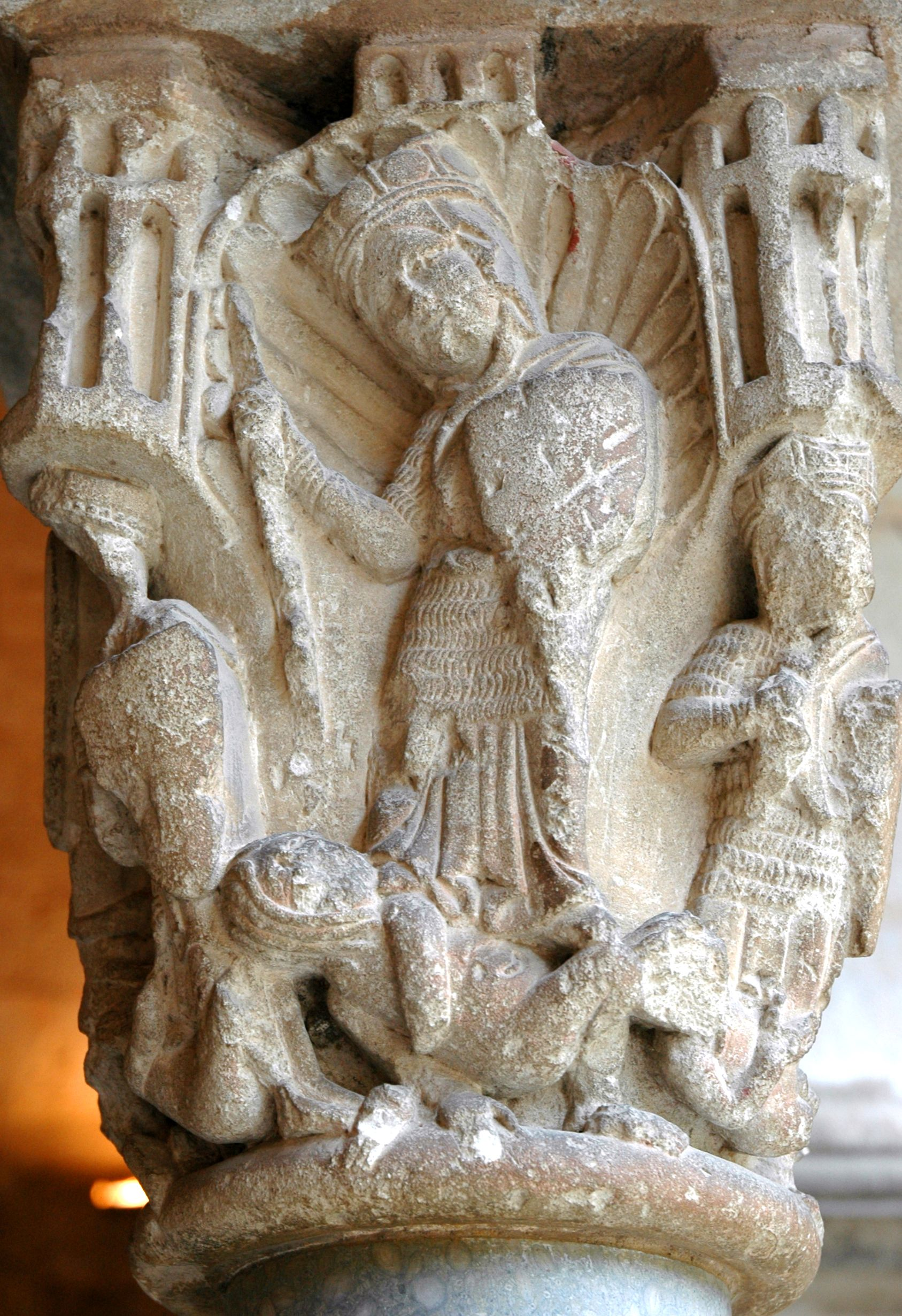
Capitello con la "battaglia tra Bene e Male", nel Monastero di Sant Cugat, Catalogna

Prudenzio nacque nella Hispania Tarraconensis, a Saragozza o a Tarragona. Praticò legge con successo, e fu due volte governatore provinciale prima che l'imperatore Teodosio I lo chiamasse alla sua corte.
Negli ultimi anni della sua vita si ritirò dalla vita pubblica per diventare un asceta, astenendosi completamente dal mangiare cibo animale e, successivamente, raccolse i poemi scritti in questo periodo, aggiungendovi una prefazione, da lui datata al 405.
Morì dopo il 405 (attorno al 413).

## Opere principali
Il corpus poetico prudenziano si articola in due gruppi di componimenti lirici, preceduti da una Praefatio autobiografica. Il primo gruppo è dato dal Liber Cathemerinon, che comprende 12 poesie liriche su vari momenti del giorno e dal Liber Peristephanon, che contiene 14 inni in metro vario su martiri romani e spagnoli.
A parte è il secondo gruppo, che comprende l'Apotheosis ("Deificazione"); il Dittochaeon ("Il doppio nutrimento"), che contiene 48 tetrastici esametrici (un quarantanovesimo epigramma è senz'altro spurio, non comparendo in alcun codice e nelle edizioni fino al 1564) dedicati ad altrettanti episodi dell'Antico e del Nuovo Testamento, forse raffigurati o da raffigurarsi in una basilica; l’Hamartigenia ("L'origine del peccato"), che attacca il dualismo gnostico di Marcione e dei suoi seguaci, a cui si legano i Libri contra Symmachum ("Libri contro Simmaco") e il poema allegorico Psychomachia ("Lotta dell'anima"), che descrive in forma epica la lotta spirituale dell'anima, supportata dalle virtù cardinali, contro l'idolatria e i corrispondenti vizi e che esercitò una forte influenza sulla poesia medievale e sulla letteratura cristiana in generale.

## Il mondo poetico e concettuale di Prudenzio
La concezione di Prudenzio è influenzata dai primi autori cristiani come Tertulliano e Ambrogio da Milano, ma anche dalla Bibbia. Tuttavia, come teologo è poco raffinato, anche se presenta, nelle opere più dichiaratamente apologetiche, un senso della misura e del rispetto verso le ragioni dell'avversario.
Come Claudiano, Prudenzio recupera le forme tradizionali, compresi i generi e la metrica (soprattutto lirica, che organizza in strofe sul modello delle tragedie di Seneca) e, come lui, si abbandona spesso e volentieri all'amplificazione retorica, con pochi brani descrittivi. 
(A. Pincherle, Prudenzio, in Enciclopedia Italiana)
Prudenzio, dunque, al di là delle sue carenze, che sono anche della sua epoca, è esempio della rinascita della tradizione, adattata ai tempi ed al Cristianesimo, in un pubblico colto, che leggeva i classici latini e, nel contempo, voleva avere riscontri classici nella lettura degli ormai canonici testi sacri, liturgici, agiografici.
La poesia di Prudenzio è la poesia del miracolo. Egli, come Sant'Agostino, contrappone violentemente bene e male, luce e tenebra. Rappresenta la luce della fede e della visione celeste, con immagini magnifiche di cieli fiammeggianti, di spazi cosmici e di natura ridente; dall'altro mostra la crudeltà e la ferocia del mondo, l'orrore per il peccato, le tentazioni e le macchinazioni del diavolo. Le immagini simboliche anticipano già un aspetto fondamentale della poesia medievale fino a Dante Alighieri. Nella poesia di Prudenzio il gusto per l'orrido, il truculento, il sanguinario occupa un posto importante: i supplizi dei martiri sono espressi in modo minuzioso ed ostentatamente evidente, come nell'inno in onore di San Romano.